# Joe Colquhoun
Joseph William Colquhoun (1926 - 13 avril 1987) est un auteur de bande dessinée britannique. 

## Biographie
Après avoir servi dans la Royal Navy en 1943, il reprend ses études au Art College. Il débute dans Conqueror en 1951 puis en 1952 il dessine un long feuilleton Légionnaire Terry's Desert Quest, suivi de Bif Benbow (1953) et Wildfire (1953-54). 
Il reprend ensuite la série Roy of the Rovers en 1954 (traduit dans Capitaine Rob des éditions mondiales entre 1959 et 1962), puis Paddy Payne (les aventures d'un pilote de chasse au cours de la Seconde Guerre mondiale) pour la revue Lion de 1957 à 1964. Suivent le tarzanide Saber King of the Jungle en 1967 (traduit en français par Yataca dans la revue homonyme), Football Family Robinson, Adam Eterno et Kid Chameleon. Sa bande la plus populaire est Charley's War (1979-86) qui conte les aventures d'un soldat pendant la Première Guerre mondiale (publiées chez Mon Journal sous le titre Charley s'en va t'en guerre dans Bengali). Il a également illustré Zip Nolan (1974-76) une série qu'on peut retrouver en français dans des revues Arédit comme Bill Tornade ou OSS 117. À partir de novembre 2011, les éditions DELIRIUM publient en français, les albums BD : La grande guerre de Charlie en trois tomes. 
Colquhoun prend sa retraite en 1986, avant de s'éteindre le 13 avril 1987.